# 図書館総合展
図書館総合展（としょかんそうごうてん）は、図書館をテーマとする展示会。主催は図書館総合展運営委員会。
1999年（平成11年）に第1回が開始され、2003年（平成15年）の第5回までは東京都千代田区の東京国際フォーラムで、2004年（平成16年）の第6回以降は神奈川県横浜市のパシフィコ横浜で開催されていた。新型コロナウイルス感染症の世界的流行の影響で、2020年（令和2年）の第22回から2022年（令和4年）の第24回はオンライン開催を基調としていた。

## 概要
図書館関連としては国内最大のイベントであり、毎年10月から11月頃にパシフィコ横浜で3日間にわたって開催される。図書館による諸団体がフォーラムを行ったり、ブースやポスターを出展する。主催者は「図書館運営者・関連業界とコンタクトをもつのに最大かつ最良の機会であるだけでなく、読書・学習・研究環境についての最新技術と知見が一堂に会する場」であるとしている。2006年からはNPO法人知的資源イニシアティブによるLibrary of the Yearの最終選考会なども行われている。2008年からは「学術情報オープンサミット併催」となり、企業だけでなく大学図書館等からの出展がうながされた。またポスターセッションもスタートした。
2017年（平成29年）の第19回図書館総合展にはおよそ500団体が出展し、のべ3万人が来場した。141の企業や団体がブース出展を行い、約90の講演会やフォーラムが開催され、大学生や各種図書館やNPOによる約80のポスターが展示された。
パシフィコ横浜で開催されるメインイベントのほかに、全国各地の図書館関係施設を用いた「地域フォーラム」（1～2日間）を開催している。2011年には京都市で地域フォーラムが初開催された。2013年は熊本市と伊勢市の2地域で、2014年は3地域で、2015年から2017年は4地域で、2018年は3地域で地域フォーラムが開催されている。

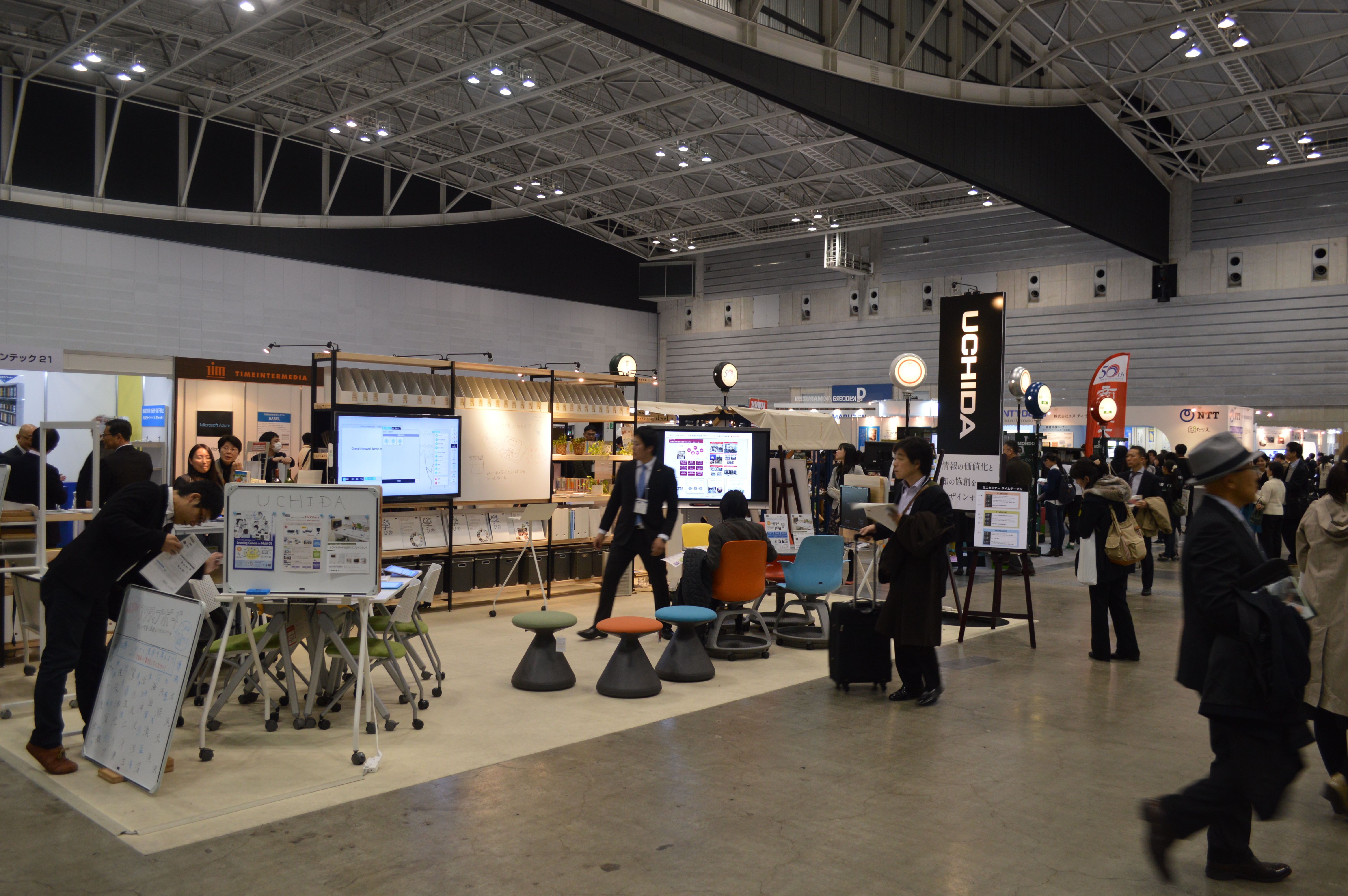
ブース展示
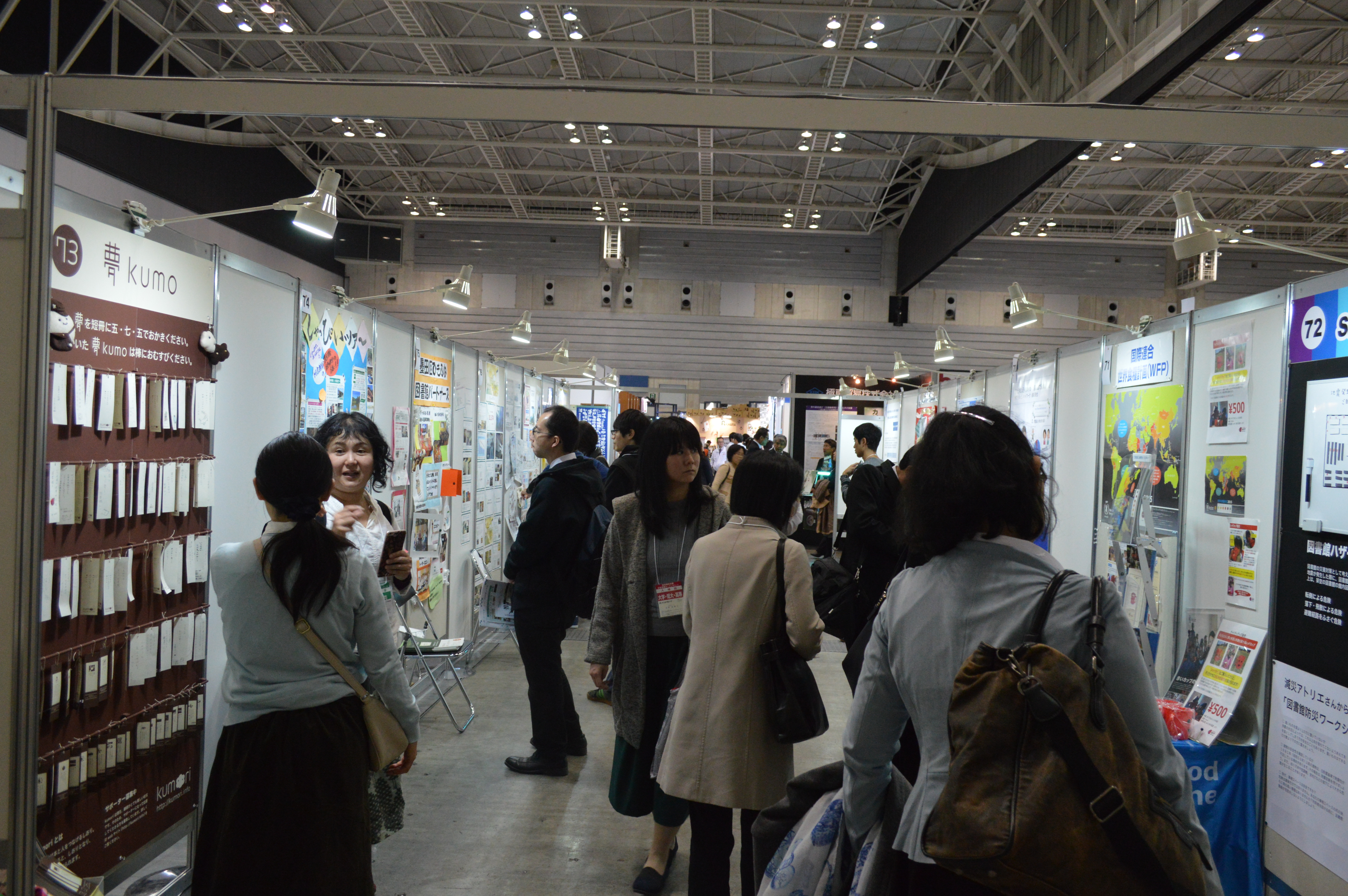
ポスター展示
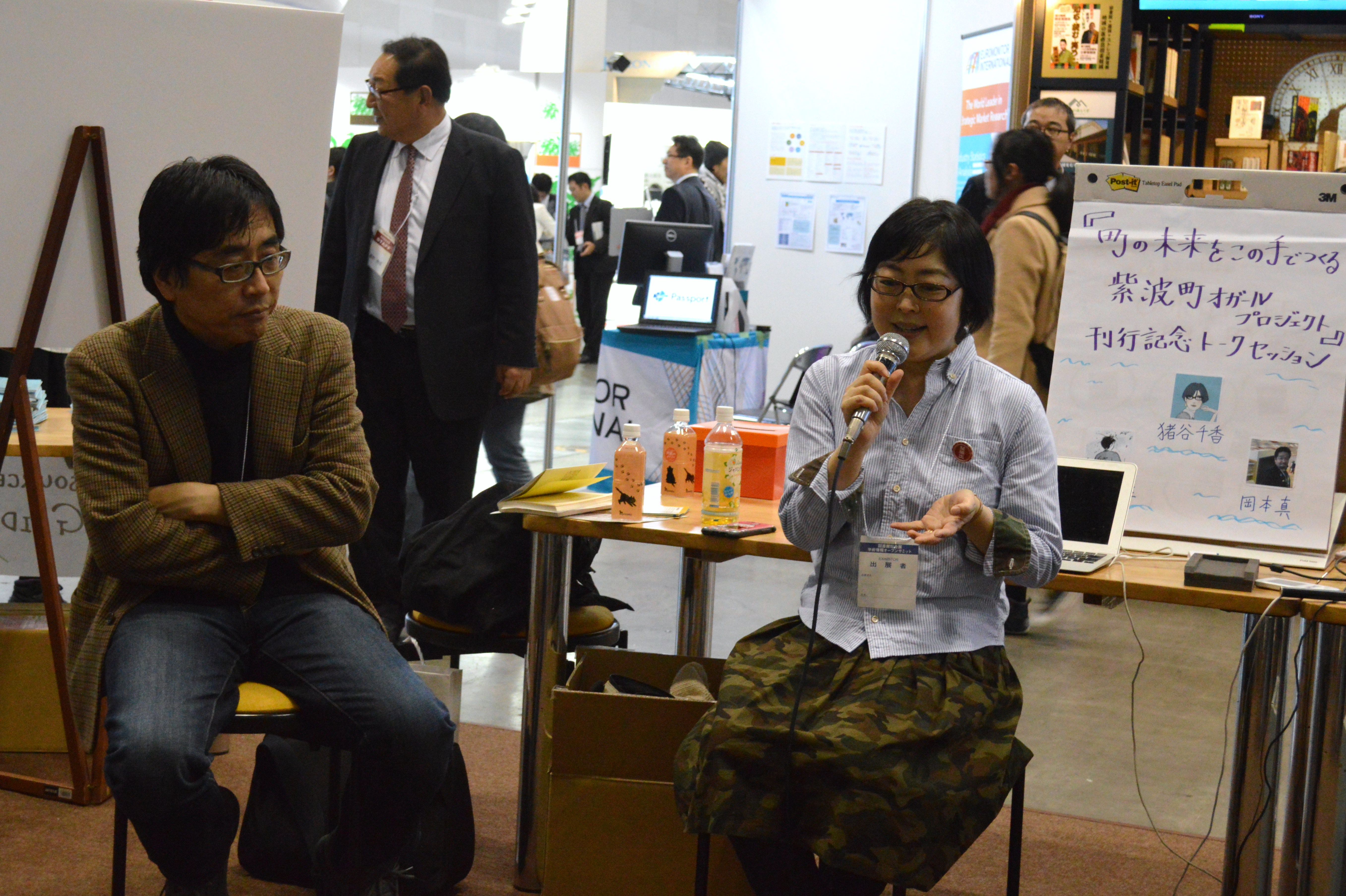
トークイベント
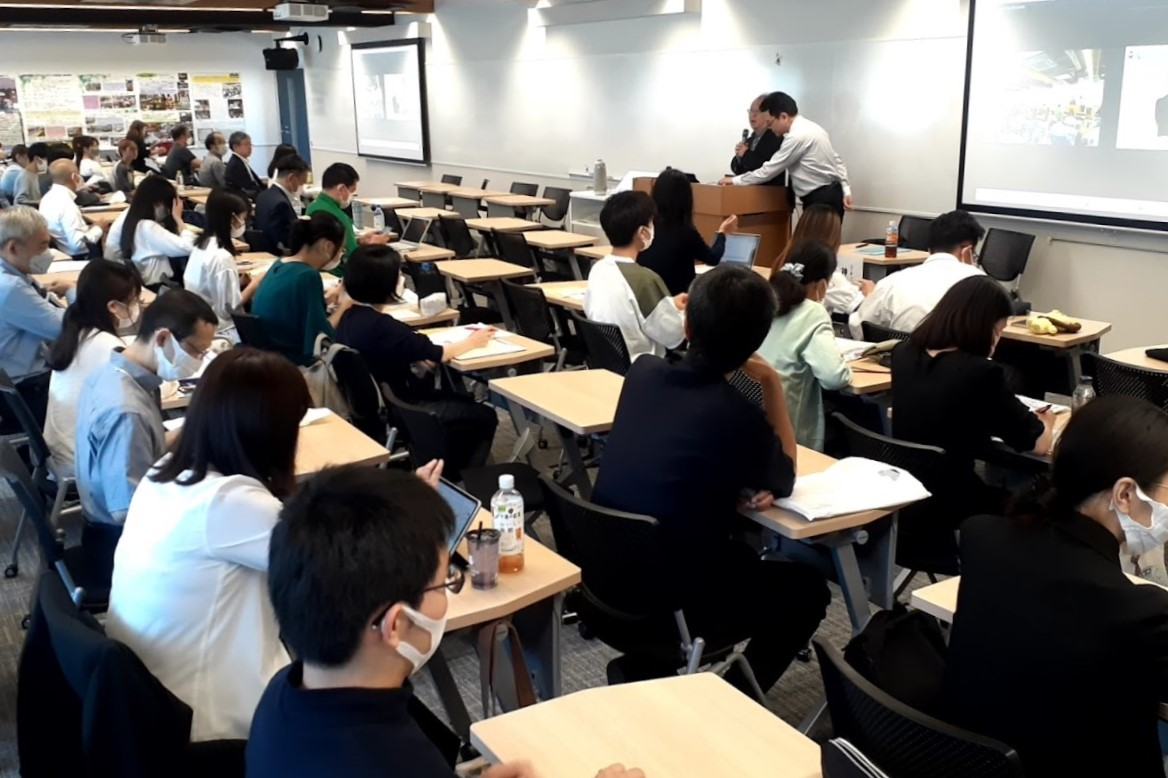
地域フォーラム（都留文科大学、2023年）

## 開催経緯
雄松堂書店（現・丸善雄松堂）のグループ企業の株式会社カルチャー・ジャパンの企画・運営により、1999年（平成11年）10月13日から15日まで東京・有楽町の東京国際フォーラムで開かれたのがはじまりであった。雄松堂書店の代表取締役であった新田満夫が世界各地のブックフェアを視察するなどしていたなかでアメリカ図書館協会（ALA）や国際図書館連盟（IFLA）の年次大会に参加する機会があり、そこで多様な図書館関連企業や団体が出展していたことから、同様の催しを日本でも展開することを思い描いたという。1999年（平成11年）の第1回大会では、「21世紀の図書館：ネットワークと図書館」をテーマとし、62社が出展した。会場は5つのテーマゾーンに分かれて展示を行うとともに、14講座のセミナーや講演会が催され、3日間の会期中に延べ14,535人が来場した。来場者はその後も年縁増え続け、第5回大会には2万人を突破している。
第10回以降はスキルアップの場という視点を込め、そのためには学術研究機関や学会、大学研究室、専門分科会や、文書館・美術館・博物館などの参加も必須ではないかとの認識から、「学術情報オープンサミット」を併催することにした。さらに第17回以降はこれを発展させて「教育・学術情報オープンサミット」と改称し、第20回大会では美術関係者のための総合展「Art Museum Annuale 2018」を併催した。こうした図書館周辺領域へも拡張しつつ、日本国外の諸機関とも連携を図り、アメリカ図書館連盟（ALA）と広報・交流に関わり連携を文書で締結。ALAのほか中国国家図書館（NCL）や国立台湾大学等から講師を招聘したり、図書館総合展運営委員会と丸善雄松堂（旧・雄松堂書店）の共催でALA年次大会への見学研修ツアー催行するようになった。このツアーは毎年開催されている。

## 運営体制
株式会社カルチャー・ジャパンが運営事務局を務め、出版社、出展企業、出展団体、大学教員等が数人ずつ参加して構成された運営委員会が主催者を務める。このほかに図書館職員を中心とする50名前後の運営協力委員がいる。運営委員会は月1回の定例会議で、企画の開催枠組みや主催企画の内容を合議制で定め、その議事録は運営協力委員にも共有され、協力委員はイベント実務にも携わる。
運営委員会が主催するフォーラムでは、出展企業フォーラムが扱いにくい話題をカバーし、図書館総合展全体をバラエティに富んだものとなるよう工夫されている。初期の図書館総合展の運営委員会主催フォーラムでは「図書館と図書館員のサバイバルプラン」と名付けた図書館に関わる法律問題に関わるフォーラムや、顧客満足度を図るPR方法などのフォーラムが人気を博した。運営委員会主催フォーラムも年々数を増やし、第20回には17企画が運営委員会主催で行われた。

## 記録
| 回     | 年     | 日程                      | 会場                    | 地域フォーラム 開催日 | 来場者数（人） |
| ------ | ------ | ------------------------- | ----------------------- | --- | -------------- |
| 第1回  | 1999年 | 10月13日(金)-10月15日(日) | 東京国際フォーラム      | なし | 14,535         |
| 第2回  | 2000年 | 11月16日(木)-11月18日(土) | 東京国際フォーラム      | なし | 17,761         |
| 第3回  | 2001年 | 11月15日(木)-11月17日(土) | 東京国際フォーラム      | なし | 18,023         |
| 第4回  | 2002年 | 11月20日(水)-11月22日(金) | 東京国際フォーラム      | なし | 18,205         |
| 第5回  | 2003年 | 11月4日-11月6日           | 東京国際フォーラム      | なし | 20,182         |
| 第6回  | 2004年 | 11月24日(水)-11月26日(金) | パシフィコ横浜          | なし | 17,635         |
| 第7回  | 2005年 | 11月30日ｰ12月2日          | パシフィコ横浜          | なし | 19,978         |
| 第8回  | 2006年 | 11月20日ｰ11月22日         | パシフィコ横浜          | なし | 18,205         |
| 第9回  | 2007年 | 11月7日ｰ11月9日           | パシフィコ横浜          | なし | 23,090         |
| 第10回 | 2008年 | 11月26日ｰ11月28日         | パシフィコ横浜          | なし | 23,036         |
| 第11回 | 2009年 | 11月10日(火)-11月12日(木) | パシフィコ横浜          | なし | 24,493         |
| 第12回 | 2010年 | 11月24日(水)-11月26日(金) | パシフィコ横浜          | なし | 24,505         |
| 第13回 | 2011年 | 11月09日(水)-11月11日(金) | パシフィコ横浜          | 京都府京都市（キャンパスプラザ京都）5月28日(土) | 25,631         |
| 第14回 | 2012年 | 11月20日(火)-11月22日(木) | パシフィコ横浜          | 宮城県仙台市（東北大学川内キャンパス）5月27日(日) | 27,357         |
| 第15回 | 2013年 | 10月29日(火)-10月31日(木) | パシフィコ横浜          | 熊本県熊本市（くまもと森都心プラザ）1月28日(月) 三重県伊勢市（いせ市民活動センター）5月27日(月) | 29,963         |
| 第16回 | 2014年 | 11月05日(水)-11月07日(金) | パシフィコ横浜          | 福島県白河市（白河市立図書館）3月03日(月) 岡山県岡山市（岡山大学鹿田キャンパス）5月18日(日) 新潟県新潟市（新潟県立図書館）7月11日(金)                                                                                           | 31,632         |
| 第17回 | 2015年 | 11月10日(火)-11月12日(木) | パシフィコ横浜          | 岩手県一関市（一関文化センター）3月14日(土) 沖縄県恩納村（恩納村文化情報センター）5月16日(土) 長崎県長崎市（長崎市立図書館）7月11日(土) 富山県富山市（TOYAMAキラリ）9月19日(土)                                                 | 34,359         |
| 第18回 | 2016年 | 11月08日(火)-11月10日(木) | パシフィコ横浜          | 宮城県仙台市（東北大学川内キャンパス）3月05日(土)-06日(日) 和歌山県和歌山市（和歌山市民図書館）5月14日(土)-15日(日) 長野県塩尻市（塩尻市立図書館/塩尻市文化会館）7月02日(土)-03日(日) 大分県大分市（大分県立図書館）9月05日(月) | 31,355         |
| 第19回 | 2017年 | 11月07日(火)-11月09日(木) | パシフィコ横浜          | 福岡県福智町（福智町人権のまちづくり館）3月26日(日)-28日(火) 東京都武蔵野市（武蔵野プレイス）5月27日(土) 熊本県熊本市（くまもと森都心プラザ）7月10日(月) 愛知県安城市（アンフォーレ）9月23日(土)                                | 30,701         |
| 第20回 | 2018年 | 10月30日(火)-11月01日(木) | パシフィコ横浜          | 岡山県津山市（津山市立図書館）5月19日(土) 神奈川県大和市（大和市文化創造拠点シリウス）7月02日(月) 高知県高知市（オーテピア高知図書館）9月22日(土)                                                                               | 31,774         |
| 第21回 | 2019年 | 11月12日(火)-11月14日(木) | パシフィコ横浜          | 福島県須賀川市（須賀川市民交流センター「tette」） 5月18日(土) 北海道札幌市（札幌市図書・情報館）7月06日(土) |                |
| 第22回 | 2020年 | 11月01日(日)-11月30日(月) | ONLINE                  | |                |
| 第23回 | 2021年 | 11月01日(月)-11月30日(火) | ONLINE_plus             | |                |
| 第24回 | 2022年 | 11月01日(火)-11月30日(水) | ONLINE_plus             | 大阪府泉大津市（泉大津市立図書館「シープラ」）5月28日（土） 山形県酒田市（酒田駅前交流拠点施設「ミライニ」）8月27日(土)※延期 東京都港区（機械振興会館）11月5日（土）                                                            |                |
| 第25回 | 2023年 | 10月24日(火)-10月25日(水) | パシフィコ横浜 & ONLINE | 山梨県都留市（都留文科大学）6月17日(土) |                |
| 第26回 | 2024年 | 11月05日(火)-11月07日(木) | パシフィコ横浜 & ONLINE | 東京都昭島市（アキシマエンシス）5月18日(土) 福岡県行橋市（リブリオ行橋）9月20日(金) |                |

（来場者数第1回～第20回の出典は カレントアウェアネスNO.339 CA1944「図書館総合展の20年」今井福司、2ページより。）